# Liste der Bürgermeister von Oberzent
Die Liste der Bürgermeister von Oberzent führt die Bürgermeister der hessischen Gemeinde Oberzent auf.

## Bürgermeister
| Bürgermeister | Bürgermeister    | Partei | Partei    | Amtszeit  | Anmerkungen                                                                                             |
| ------------- | ---------------- | ------ | --------- | --------- | --- |
|               | Egon Scheuermann |        |           | 2018      | übernahm nach Bildung der Gemeinde als Staatsbeauftragter kommissarisch die Aufgaben des Bürgermeisters |
|               | Christian Kehrer |        | parteilos | seit 2018 | [ 1 ]                                                                                                   |